# Dryopteris pseudohangchowensis
Dryopteris pseudohangchowensis är en träjonväxtart som beskrevs av Miyam. Dryopteris pseudohangchowensis ingår i släktet Dryopteris och familjen Dryopteridaceae. Inga underarter finns listade.